# Balbino Gil-Dolz del Castellar y Peyró
Balbino Gil-Dolz del Castellar y Peyró   (València, 31 de març de 1858 - Ponce, 28 de juny de 1942) fou un militar valencià, capità general de València durant els darrers anys de la dictadura de Primo de Rivera.
Era fill de Vicente Gil-Dolz del Castellar Zanoni, comte d'Albalat dels Sorells. Va fer la carrera militar i arribà al grau de tinent general. Durant la dictadura de Primo de Rivera fou capità general de Valladolid, càrrec durant el qual es va veure implicat en la Sanjuanada de 1926. De 1927 a l'abril de 1928 fou Capità general de València, aleshores passà a la reserva. Té un carrer dedicat a València.